# Habromyia magnifica
Habromyia magnifica är en tvåvingeart som först beskrevs av Jacques-Marie-Frangile Bigot 1880.  Habromyia magnifica ingår i släktet Habromyia och familjen blomflugor.
Artens utbredningsområde är Colombia. Inga underarter finns listade i Catalogue of Life.